# Willy Jacobsohn
Willy Jacobsohn, in den USA naturalisiert als Willy Jacobson (6. Januar 1884 in Stolp – 4. Februar 1963 in Los Angeles) war ein deutscher Chemiker und Manager.

## Leben
Nach einer Ausbildung zum Apotheker studierte Willy Jacobsohn Chemie und Naturwissenschaften an den Universitäten in München und Berlin. 1909 wurde er mit seiner Dissertation Über einige Derivate des Adrenalins zum Dr. rer. nat. promoviert. Nach einer Tätigkeit in einem kleineren Unternehmen der Pharmaindustrie trat er 1914 in die Beiersdorf GmbH in Hamburg ein, die sich unter Oscar Troplowitz und seinem Mitgesellschafter Otto Hanns Mankiewicz in einer rapiden Wachstumsphase befand. Am Ende des Ersten Weltkriegs war er als einer von vier Geschäftsführern der Gesellschaft für deren Labor und die Auslandsaktivitäten der Gesellschaft zuständig. Mit dem Rechtsformwechsel in eine Aktiengesellschaft, der nach dem Tode von Oscar Troplowitz erforderlich wurde, wurde Jacobsohn Generaldirektor (Vorstandsvorsitzender) der Beiersdorf AG. Er führte die Beiersdorf AG bis 1933. In diese Zeit fiel die weitere Expansion in Hamburg mit dem Ausbau vieler Werke und Fabriken in Hamburg sowie die Absicherung des internationalen Geschäfts der Gesellschaft. 1933 trat er unter dem Druck der Nationalsozialisten mit den anderen jüdischen Vorstandsmitgliedern und Aufsichtsräten zurück. Er übernahm 1934 die Führung der internationalen Aktivitäten der Beiersdorf AG von Amsterdam in den Niederlanden aus, bis er nach dem Anschluss Österreichs wegen drohender Kriegsgefahr auch dort 1938 Grund zur Emigration in die USA sah. Seine Nachfolge als Vorstandsvorsitzender in Hamburg übernahm 1933 Carl Claussen, der mit einer der Troplowitz-Erbinnen verheiratet war. Jacobsohn ging mit 54 Jahren in Pension, die von Auslandsgesellschaften der Beiersdorf-Gruppe gezahlt wurde, und lebte bis zu seinem Tod in Los Angeles. Er wurde auf dem Hillside Memorial Park Cemetery in Culver City bestattet.